# Minjee Lee
Minjee Lee, née le 27 mai 1996 à Perth, est une golfeuse professionnelle australienne.
Minjee Lee naît et grandit en Australie dans l'État de l'Australie-Occidentale. Mis au golf à l'instar de son frère Min Woo Lee, elle se révèle être très précoce et remporte un tournoi professionnel avec qu'elle est toujours amateure à l'âge de dix-sept ans lors de l'Open victorian en février 2014. Devenue alors numéro une mondiale amateure, elle décide de passer professionnelle en septembre 2014.
Après quelque mois sur le circuit australien dit « ALPG », elle devient membre du circuit de la LPGA à partir de 2015. Après sa première victoire sur la LPGA en mai 2015 au Championnat Kingsmill, elle intègre le top 20 mondial. Elle ajoute depuis chaque année des victoires en tournois de la LPGA ou du circuit européen à son palmarès, et atteint la seconde place mondiale une première fois en avril 2019. Elle remporte son premier tournoi majeur au Championnat Amundi Evian en 2021 et ajoute un second succès l'année suivante avec le gain de l'Open américain, flirtant de nouveau avec la première place mondiale conservée par la Sud-coréenne Ko Jin-young.
A ce jour, elle compte au total treize victoires professionnelles dont deux tournois majeurs et n'est pas sortie du top 20 mondial de mai 2015 à aujourd'hui.

## Palmarès

### Victoires professionnelles
| N° | Date       | Circuit principal | Tournoi                         | Score           | Par  | Marge   | Finaliste                 |
| -- | ---------- | ----------------- | ------------------------------- | --------------- | ---- | ------- | ------------------------- |
|    | 23/02/2014 | ALPG              | Open Victorian Oates            | 73-70-68-68=279 | - 16 | 6 coups | Vikki Laing               |
|    | 18/05/2015 | LPGA              | Championnat Kingsmill           | 68-67-69-65=269 | - 15 | 2 coups | Ryu So-yeon               |
|    | 16/04/2016 | LPGA              | Championnat Lotte               | 68-66-74-64=272 | - 16 | 1 coup  | Katie Burnett Chun In-gee |
|    | 23/10/2016 | LPGA              | Blue Bay LPGA                   | 65-67-73-70=275 | - 13 | 1 coup  | Jessica Korda             |
|    | 04/02/2018 | LET               | Open Victorian Oates[1]         | 70-67-75-67=279 | - 13 | 5 coups | Karis Davidson            |
|    | 27/05/2018 | LPGA              | Championnat LPGA Volvik         | 67-69-68-68=272 | - 16 | 1 coup  | Kim In-Kyung              |
|    | 28/04/2019 | LPGA              | Open Hugel-Air Premia LA        | 66-69-67-68=270 | - 14 | 4 coups | Kim Sei-young             |
|    | 06/11/2020 | LET               | Classique Omega Dubai Moonlight | 72-65-69=206    | - 10 | Playoff | Céline Boutier            |
|    | 25/07/2021 | LPGA              | Championnat Amundi Evian        | 68-69-65-64=266 | - 18 | Playoff | Lee Jeong-eun             |
|    | 15/05/2022 | LPGA              | Coupe des Fondateurs Cognizant  | 67-63-69-70=269 | - 19 | 2 coups | Lexi Thompson             |
|    | 05/06/2022 | LPGA              | Open américain                  | 67-66-67-71=271 | - 13 | 4 coups | Mina Harigae              |
|    | 10/09/2023 | LPGA              | Championnat Kroger Queen City   | 67-69-65-71=272 | - 16 | Playoff | Charley Hull              |
|    | 22/10/2023 | LPGA              | Championnat BMW                 | 64-69-71-68=272 | - 16 | Playoff | Alison Lee                |

1 Co-sanctionné par le WPGA Tour of Australasia (ex-ALPG).

## Classement WWGR en fin de saison
Le golf féminin a mis en place un classement mondial, nommé le Women's World Golf Rankings, introduit en 2006.
| Année        | 2014 | 2015 | 2016 | 2017 | 2018 | 2019 | 2020 | 2021 | 2022 | 2023 |
| Rang mondial | 77e  | 18e  | 17e  | 19e  | 6e   | 9e   | 8e   | 7e   | 4e   | 4e   |